# Вогау
Вога́у (нем. Wogau) — семья немецких предпринимателей в России XIX века.
Начало династии положил Максимилиан (Максим) фон Вогау (1807—1890): приехав из Германии в Россию, он принял российское подданство и женился на дочери текстильного фабриканта Рабенека.
В 1840 году Максимилиан фон Вогау вместе с братьями Карлом (1821—1870) и Фридрихом (1814—1848) открыл в Москве торговлю «химическими и колониальными товарами».
Сделав состояние на продаже чая, братья инвестировали в промышленность и банковское дело.
К 1914 году семейное предприятие «Вогау и Ко», возглавляемое сыном основателя, Гуго (1849—1923), представляло крупнейший многопрофильный концерн.
Семья Вогау владела металлургическими предприятиями на Урале, монопольно торговали медью, инвестировали в цементный, сахарный, текстильный, угольный бизнес. Торговому дому «Вогау и К°» принадлежал основной капитал «Товарищества латунного и меднопрокатного заводов Кольчугина».
Во время Первой мировой войны фирма подвергается репрессиям и сворачивает деятельность в России, так как десять процентов денежных средств торгового дома Вогау принадлежали немецким подданным.
Оставшийся в СССР сын последнего руководителя фирмы, профессор, крупный радиотехник, Максим Гугович Марк (1895—1937) был расстрелян «за шпионаж в пользу Германии».

## Крупнейшее состояние
По состоянию на 1914 год состояние династии Вогау оценивается в 41 млн золотых рублей. Вогау входят в десятку самых богатых русских начала XX века (по версии Форбс).

## Известные представители династии
- Максимилиан фон Вогау (1807—1880)
- Фридрих Вогау (1814—1848)
- Карл Вогау (1821—1870)
- Гуго Вогау (1849—1923)
- Отто Максимович Вогау — директор Товарищества ситцевой мануфактуры Альберта Гюбнера, член совета Московского торгового банка, член правления страхового общества «Якорь», председатель правления товарищества пивоваренного завода «О.Вогау» в Самарканде, директор правления Товарищества Грибановского свеклосахарного завода. 1884 г.[6]
- Максим Гугович Марк (1895—1937)